# Notropis amecae
Notropis amecae är en fiskart som beskrevs av Chernoff och Miller, 1986. Notropis amecae ingår i släktet Notropis och familjen karpfiskar. IUCN kategoriserar arten globalt som utdöd. Inga underarter finns listade i Catalogue of Life.